# 野村和也
野村和也，日本男性動畫導演、作畫監督、演出家。STUDIO 4℃出身。代表作是擔任導演的《戰國BASARA貳》、《劇場版 戰國BASARA -The Last Party-》、《ROBOTICS;NOTES》、《攻殻機動隊 新劇場版》及《JOKER GAME》等。

## 主要參加作品

### 電視動畫
2000年代
- 地球少女Arjuna（2001年，原畫、動畫檢查、動畫）
- 第一神拳（2001年－2002年，原畫）
- 鈴鐺貓娘Panyo Panyo（2002年，原畫）
- 花田少年史（2002年－2003年，原畫)
- 第一神拳 Champion Road（2003年，原畫）
- 高橋留美子劇場（2003年，原畫）
- TEXHNOLYZE（日语：TEXHNOLYZE）（2003年，原畫）
- 飆悍射將（2003年，原畫）
- 高橋留美子劇場 人魚之森（2003年，原畫）
- R.O.D -THE TV-（2003年－2004年，原畫）
- 魔法少女隊 the Adventure（2004年－2005年，作畫監督、原畫）
- 神樣中學生（2005年，原畫）
- 雙面騎士 ～Le Chevalier D'Eon～（2006年－2007年，原畫）
- 電腦線圈（2007年，分鏡、演出、原畫、動畫檢查）
- 神靈狩/GHOST HOUND（2007年－2008年，原畫）
- 東京地震8.0（2009年，分鏡、演出、Layout）
- 戰國BASARA（2009年，分鏡、演出）
- 鋼之鍊金術師 FULLMETAL ALCHEMIST（2009年－2010年，原畫）

2010年代
- 戰國BASARA貳（2010年，導演[1]、分鏡、演出）
- 白兔玩偶（2011年，原畫）
- 罪惡王冠（2011年－2012年，分鏡、作畫監督）
- ROBOTICS;NOTES（2012年－2013年，導演[2]、分鏡、演出）
- 現視研 二代目（2013年，分鏡）
- 流浪神差（2014年，分鏡）
- JOKER GAME（2016年，導演[3]、分鏡、演出）
- 91Days（2016年，分鏡）
- 輕拍翻轉小魔女（2016年，原畫）
- Princess Principal（2017年，OP分鏡&演出&原畫）
- 咕嚕咕嚕魔法陣 (2017年版)（2017年，原畫）
- 舞動青春（2017年－2018年，分鏡）
- 強風吹拂（2018年－2019年，導演[4]、分鏡、演出）

2020年代
- 排球少年!! TO THE TOP（2020年，分鏡）
- 大欺詐師（2020年，分鏡）
- 憂國的莫里亞蒂（2020年，導演[5]、分鏡、演出）

### OVA
- 哈姆太郎的生日 ～尋找媽媽 三千走走～（2001年，作畫監督）
- （2002年，動畫、Animation Crew）
- 捍衛者21（2002年－2003年，作畫監督、原畫）
- HUNTER×HUNTER GREED ISLAND（2003年，原畫）
- THE ANIMATRIX 二度文藝復興 上、下（2003年，原畫）
- 土方歲三 白之軌跡（日语：土方歳三 白の軌跡）（2004年，原畫）
- 魔法少女隊 THE ADVENTURE（2007年，分鏡、演出、作畫監督）
- 白兔玩偶（2011年，分鏡、演出）

### 電影動畫
- 阿萊蒂公主（日语：アリーテ姫）（2001年，動畫）
- 名偵探柯南：貝克街的亡靈（2002年，原畫）
- 名偵探柯南：迷宮的十字路（2003年，原畫）
- MIND GAME（日语：マインド・ゲーム）（2004年，原畫）
- 惡童（2006年，原畫）
- 劇場版 戰國BASARA -The Last Party-（2011年，導演、分鏡、演出）
- 給小桃的信（2012年，原畫）
- 劇場版 BLOOD-C The Last Dark（2012年，原畫）
- 攻殻機動隊 新劇場版（2015年，導演[6]、分鏡）
- BLACKFOX（2019年，總導演）

### 網路動畫
- 亡念之扎姆德（2008年－2009年，分鏡、演出、作畫監督、原畫）
- B：彼之初（2018年，分鏡）

### 遊戲
- 召喚夜響曲3（2003年，原畫）

### 真人電影
- 神音☆物語 ～THE VOICE MAKES A MIRACLE～（日语：神☆ヴォイス）（2011年，劇中動畫導演、分鏡、演出）